# Filament (lampe)

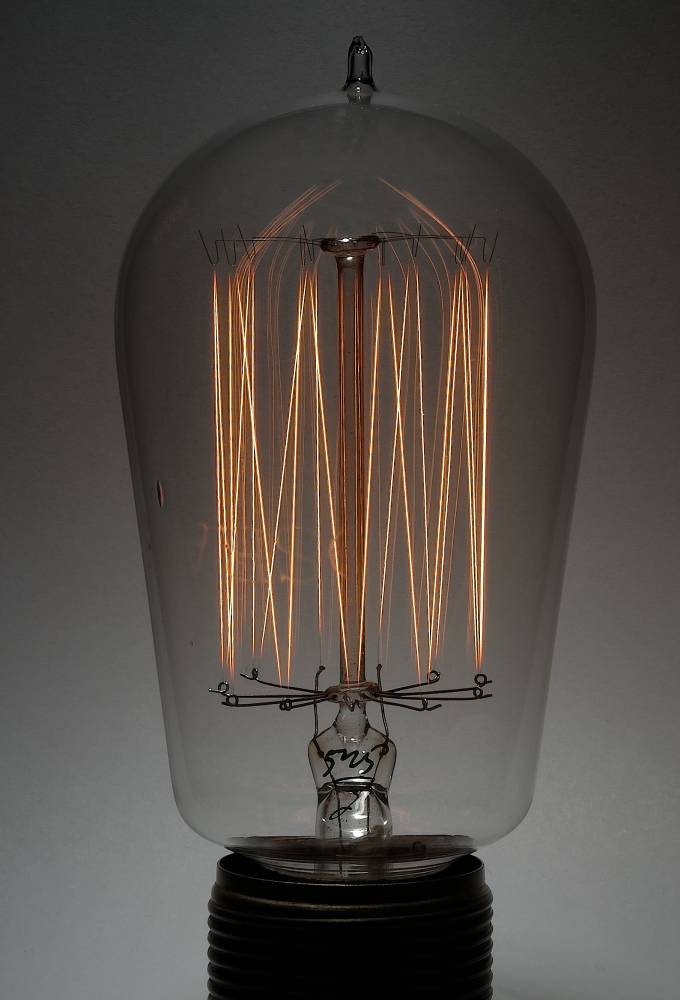
Ampoule de 1908. Ces ampoules anciennes provoquaient un brouillage radio par effet Barkhausen-Kurz.

Filament de tungstène

Un filament est le fil qui, dans une lampe à incandescence, produit de la lumière lorsqu'il est surchauffé par un courant électrique. Dans l'atmosphère, le filament brûle rapidement, mais sous vide, ou dans un gaz neutre (non oxydant), il émet de la lumière le temps de vie de la lampe.
Le procédé a été inventé par Thomas Edison qui a utilisé dans sa lampe un fil de carbone, obtenu par carbonisation d'une fibre de bambou japonais. Joseph Swan a ensuite utilisé un fil de coton, d'abord trempé dans de l'acide sulfurique avant d'être carbonisé.

## Histoire

### Expérimentation de l'incandescence
L'incandescence est un phénomène physique universel. C'est une émission de lumière due à la chaleur. Tout corps chauffé suffisamment émet des rayonnements électromagnétiques dans le spectre visible.
Avant le XIXe siècle, la lumière artificielle avait toujours été produite par une flamme. La lumière oxhydrique - où une lumière très vive est émis par un bloc de matière réfractaire porté à l'incandescence par la flamme d'un chalumeau oxhydrique (combinaison de l'oxygène et de l'hydrogène) - a été développé par Goldsworthy Gurney à partir de 1820 et fut surtout utilisée pour l'éclairage des scènes de théâtre, mais la trop forte température requise en rendait l'utilisation difficile pour de petites lampes. Vers la fin du XIXe siècle, plusieurs inventeurs ont tenté de développer une alternative efficace en chauffant des matériaux à des températures plus faibles, mais en utilisant des raies spectrales pour simuler une lumière blanche. Le manchon à incandescence en 1890 inventé par Carl Auer von Welsbach pour les besoins des réverbères d'éclairage urbain et les lampes à gaz, pétrole ou essence exploite l'incandescence sur un manchon ignifuge.
Les lampes à incandescence électriques exploitent enfin l'incandescence d'un filament au travers duquel on fait passer un courant électrique. Pour éviter que le filament ne se consume on l'enferme dans une cloche dans laquelle on a fait le vide d'air.

### Précurseurs
- 1835 : James Bowman Lindsay fait la démonstration d'une lumière constante fournie par une lampe électrique lors d'une assemblée publique à Dundee (Écosse)
- 1838 : Marcellin Jobard suggère qu'un filament de carbone, placé dans le vide, et parcouru par un courant électrique pourrait émettre une lumière intense, à destination des mines. L'idée est reprise par l'ingénieur français C. de Changy qui réalise une lampe électrique à filament de platine en 1858. Le filament brûle à l'air libre, sans emploi du vide[1],[2].
- 1850 : Joseph Swan commence à travailler sur une ampoule utilisant des filaments de papier carbonisé ou un gros fil de coton, préalablement parcheminé par son immersion dans l'acide sulfurique concentré. Il présente la forme d'une boucle[2].
- 1872 : Les premières lampes électriques à fil placé dans le vide sont les lampes du russe Alexandre Lodyguine[2]
- 1876 : Henry Woodward brevète un premier système d'ampoule électrique[3].
- 1878 : Joseph Swan invente la lampe à incandescence pour laquelle il reçoit un brevet en 1878. Sa maison (à Gateshead, Angleterre) est la première dans le monde à être éclairée par une ampoule électrique[4].
- 1881 : Joseph Swan fonde la Swan Electric Light Company

### La lampe Edison
En 1878, Thomas Edison fonde la Edison Electric Light Company. En 1879, après l'invention de Joseph Swan, Thomas Edison dépose le brevet de la lampe électrique à base de filament en bambou du Japon sous faible voltage dans une ampoule de verre sous vide, après avoir testé 6 000 substances végétales envoyées chercher dans le monde entier, avec un budget de 40 000 dollars,,,. En 1868, il existe deux types de lampe à incandescence Edison, l'une donnant une intensité de 16 bougies, l'autre de 10 bougies. Elles brûlent, en moyenne, mille heures, avant d'être usées.

« La matière qui doit former, après sa carbonisation, le filament conducteur de la lampe Edison, c'est le bambou du Japon. Arrivé à l'usine, le bambou est découpé en petites lanières, puis recourbé en forme de U et introduit dans des boîtes plates en nickel, bien fermées. Ces boîtes sont entassées, par centaines, dans un fourneau, et on remplit de plombagine l'intervalle qui existe entre elles, pour empêcher l'accès de l'air. On chauffe alors fortement le fourneau. Par la chaleur, le filament de bambou est transformé en charbon solide, flexible, assez dur, et conservant la forme recourbée en U qu'on lui avait donnée, en le plaçant dans la boîte de nickel. Chaque extrémité du filament de charbon est ensuite fixée à un fil de platine, contourné, au bas, en une sorte de pince. Le filament charbonneux est ainsi soutenu en l'air par un fil de platine recourbé, qui établit sa communication directe avec le courant électrique. Il s'agit maintenant de placer le filament de charbon et le support de platine, dans l'ampoule de verre où l'on doit faire le vide. Le fil de platine et le filament de charbon sont introduits dans un petit tube de verre, ouvert à ses deux extrémités, et soudés à ce tube, par le dard d'un chalumeau. Pour assurer la parfaite adhérence du filament de charbon avec le platine, on a eu le soin de recouvrir les deux parties de platine et charbon d'un dépôt galvanoplastique de cuivre, qui, par son excellente conductibilité, donne un contact parfait. Le filament de charbon et son support de platine étant ainsi fixés au tube de verre, on les introduit dans une ampoule, ou cloche, en verre de Bohême, renflée en haut, ouverte par le bas, et se terminant en haut par un rétrécissement tubulaire. On ferme la partie inférieure de l'ampoule par une forte couche de plâtre, qui, en même temps, maintient le tube de verre et le filament de charbon bien en place. Pour faire le vide dans la clochette, on met celle-ci en communication, par le petit tube qui la surmonte supérieurement, avec une pompe de Sprengel. On sait que la pompe de Sprengel, en usage dans les laboratoires de physique, est un appareil qui sert à faire le vide par un moyen des plus simples : par la chute d'une quantité suffisante de mercure, qui, en tombant dans le vase inférieur et le remplissant, en chasse l'air devant lui. Mise en rapport, par sa tubulure supérieure, avec une pompe de Sprengel, la cloche est bientôt vide d'air, et quand le vide est obtenu, on la ferme en fondant au chalumeau la tubulure supérieure. On a eu toutefois la précaution, avant que le vide soit complètement obtenu, de faire passer, dans le conducteur de charbon, un courant voltaïque. Ce courant a échauffé le fil, et, par ce moyen, chassé les gaz qu'il contenait. Le filament se trouve ainsi placé dans un espace absolument privé d'air ou d'autres gaz. Pour mettre la cloche en contact permanent avec le courant électrique, on enchâsse sa partie inférieure, qui était bouchée, par une forte couche de plâtre, sur une douille de laiton filetée extérieurement, et reliée avec un fil de platine. La cloche ainsi préparée est apte à recevoir le courant électrique, il suffit de poser la douille métallique filetée dont elle est pourvue, avec une pareille vis également filetée, qui la met en communication avec les fils du courant électrique. »

En 1881, Lewis Howard Latimer, ingénieur de la Edison Company remédie au problème majeur de la lampe à filament en bambou,  qui grille au bout de 30 h. En 1881, il brevette donc, avec son ami Joseph V. Nichols, la première lampe à incandescence avec filament de carbone  puis obtient, seul, en 1882, un brevet pour son procédé de fabrication et de montage de filaments de carbone.
En 1882, en Angleterre, Thomas Edison fusionne avec Joseph Swan pour former la "Edison & Swan United Co." ou "Edi-swan"
L'ampoule à filament carbone aurait été inventé par Joseph Swan et Thomas Edisson en 1879, deux ans avant le brevetage de Latimer.

### Un filament de tungstène
En 1898,  Welsbach parvient à remplacer le filament de carbone des lampes électriques par un filament métallique beaucoup plus lumineux et durable. En 1906, il met au point le filament osmium-tungstène.

## Galerie

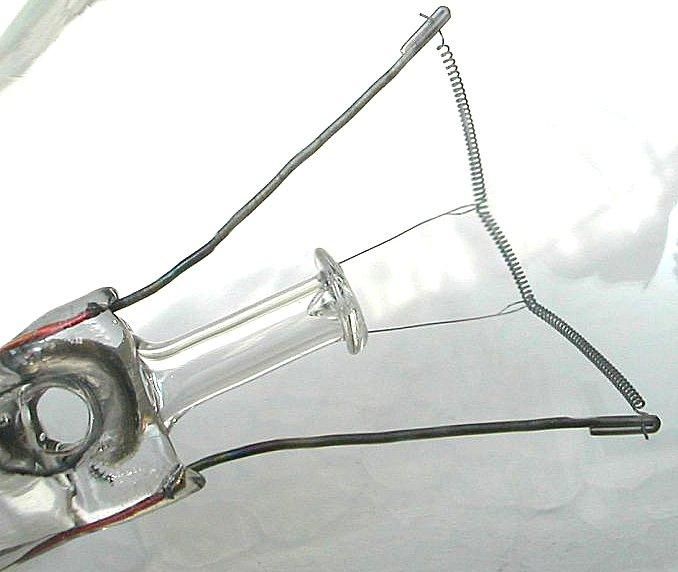
Filament d'une lampe à incandescence
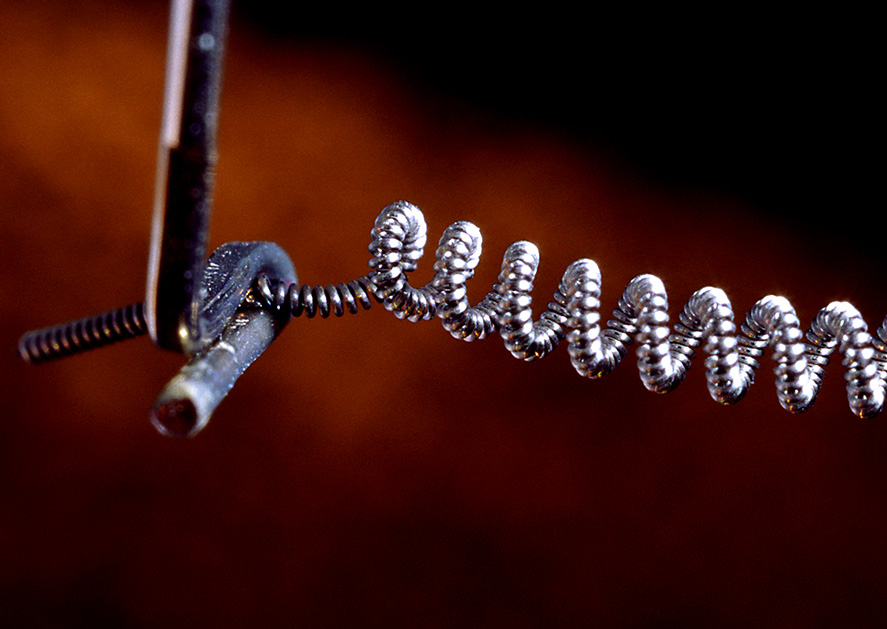
...à plus fort grossissement